# Barbados a 2012. évi nyári olimpiai játékokon
Barbados a nagy-britanniai Londonban megrendezett 2012. évi nyári olimpiai játékok egyik részt vevő nemzete volt. Az országot az olimpián 3 sportágban 6 sportoló képviselte, akik érmet nem szereztek.

## Atlétika
Férfi
| Versenyző        | Versenyszám | Selejtező | Selejtező | Selejtező | Előfutam      | Előfutam      | Előfutam      | Elődöntő | Elődöntő | Elődöntő | Döntő   | Döntő    |
| Versenyző        | Versenyszám | Idő       | Hely.     | Össz.     | Idő           | Hely.         | Össz.         | Idő      | Hely.    | Össz.    | Idő     | Helyezés |
| ---------------- | ----------- | --------- | --------- | --------- | ------------- | ------------- | ------------- | -------- | -------- | -------- | ------- | -------- |
| Ramon Gittens    | 100 m       | kiemelt   | kiemelt   | kiemelt   | 10,35         | 6.            | 38.*          | kiesett  | kiesett  | kiesett  | kiesett | kiesett  |
| Ryan Brathwaite  | 110 m gát   |           |           |           | 13,23         | 2.            | 2.            | 13,23    | 2.       | 5.       | 13,40   | 5.       |
| Greggmar Swift   | 110 m gát   |           |           |           | 13,62         | 5.            | 25.*          | kiesett  | kiesett  | kiesett  | kiesett | kiesett  |
| Shane Brathwaite | 110 m gát   |           |           |           | nem ért célba | nem ért célba | nem ért célba | kiesett  | kiesett  | kiesett  | kiesett | kiesett  |

* - egy másik versenyzővel azonos eredményt ért el

## Cselgáncs
Férfi
| Versenyző    | Versenyszám | Selejtező         | 32-es főtábla                     | Nyolcaddöntő      | Negyeddöntő       | Elődöntő          | Vigaszág elődöntő | Bronz- mérkőzés   | Döntő             | Helyezés |
| Versenyző    | Versenyszám | Ellenfél Eredmény | Ellenfél Eredmény                 | Ellenfél Eredmény | Ellenfél Eredmény | Ellenfél Eredmény | Ellenfél Eredmény | Ellenfél Eredmény | Ellenfél Eredmény | Helyezés |
| ------------ | ----------- | ----------------- | --------------------------------- | ----------------- | ----------------- | ----------------- | ----------------- | ----------------- | ----------------- | -------- |
| Kyle Maxwell | Könnyűsúly  | erőnyerő          | Nakaja Riki (JPN) · 000(1)–100(0) | kiesett           | kiesett           | kiesett           |                   |                   |                   | 17.      |

## Úszás
Férfi
| Versenyző    | Versenyszám  | Előfutam | Előfutam | Előfutam | Elődöntő | Elődöntő | Elődöntő | Döntő   | Döntő    |
| Versenyző    | Versenyszám  | Idő      | Hely.    | Össz.    | Idő      | Hely.    | Össz.    | Idő     | Helyezés |
| ------------ | ------------ | -------- | -------- | -------- | -------- | -------- | -------- | ------- | -------- |
| Bradley Ally | 100 m hát    | 56,27    | 1.       | 40.      | kiesett  | kiesett  | kiesett  | kiesett | kiesett  |
| Bradley Ally | 200 m vegyes | 2:00,85  | 3.       | 22.*     | kiesett  | kiesett  | kiesett  | kiesett | kiesett  |
| Bradley Ally | 400 m vegyes | 4:21,32  | 1.       | 25.      | kiesett  | kiesett  | kiesett  | kiesett | kiesett  |

* - egy másik versenyzővel azonos eredményt ért el